# Atlético Clube Goianiense
L'Atlético Clube Goianiense és un club brasiler de futbol de la ciutat de Goiânia a l'estat de Goiás.

## Història
El club va ser fundat el 2 d'abril de 1937 per Nicanor Gordo i Joaquim Veiga.

## Palmarès
- Tercera divisió del Campionat brasiler: 2
  - 1990, 2008
- Campionat goiano: 12
  - 1944, 1947, 1949, 1955, 1957, 1964, 1970, 1985, 1988, 2007, 2010, 2011
- Campionat goiano de segona divisió: 2
  - 1982, 2005
- Torneio da Integração Nacional:
  - 1971
- Torneio dos Invictos:
  - 1957